# Aleksandar Atanacković
Aleksandar Atanacković (né le 29 avril 1920 à Belgrade et mort le 12 mars 2005) était un joueur de football yougoslave (serbe), qui évoluait au poste de Milieu de terrain, et qui deviendra par la suite entraîneur.

## Biographie
Durant sa carrière de club, il évolue tout d'abord dans le club du SK Jugoslavija avant de partir dans la deuxième partie de sa carrière au Partizan Belgrade.
En international, il a participé à la coupe du monde 1950 au Brésil avec l'équipe de Yougoslavie.
Il est ensuite entraîneur, et prend les rênes du Partizan Belgrade en 1964, puis le FK Sarajevo et le Budućnost Titograd.